# Contea di Songyang
La contea di Songyang (松阳县S, Sōngyáng xiànP) è una contea della Cina, situata nella provincia dello Zhejiang.